# Casa Ferrario
La casa Ferrario est un bâtiment historique de la ville de Milan en Italie.

## Histoire
Le bâtiment fut conçu par l'architecte italien Ernesto Pirovano. Les travaux de construction, commencés en 1902, furent achevés en 1904.

## Description
Le palais, qui se développe sur quatre niveaux, se situe au long de la via Spadari au côté de la casa Vanoni.
Il constitue un des exemples plus significatifs de liberty milanais. Il se distingue pour ses balcons décorés par des garde-corps en fer forgé réalisés par Alessandro Mazzucotelli.

## Galerie d'images

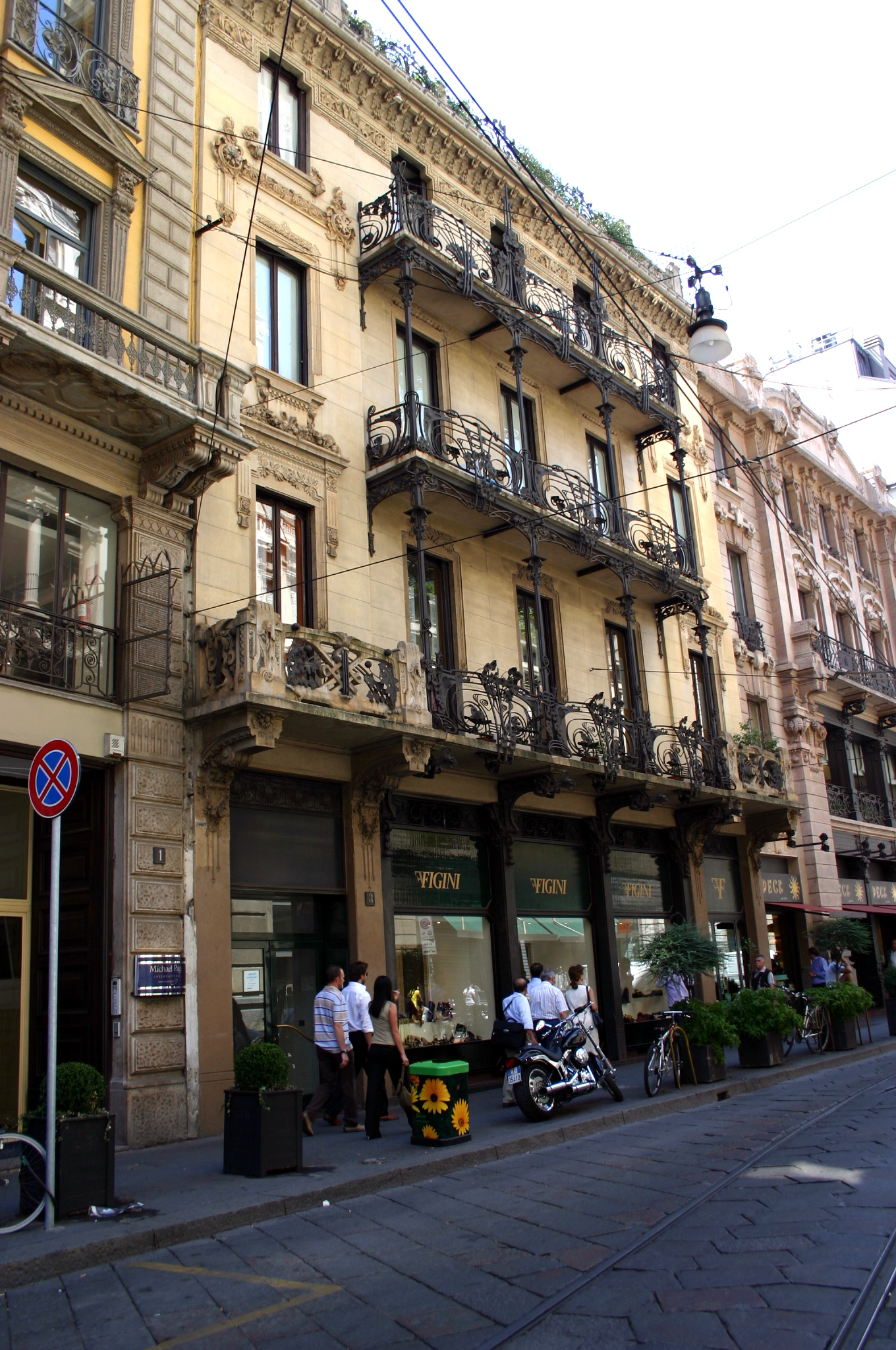
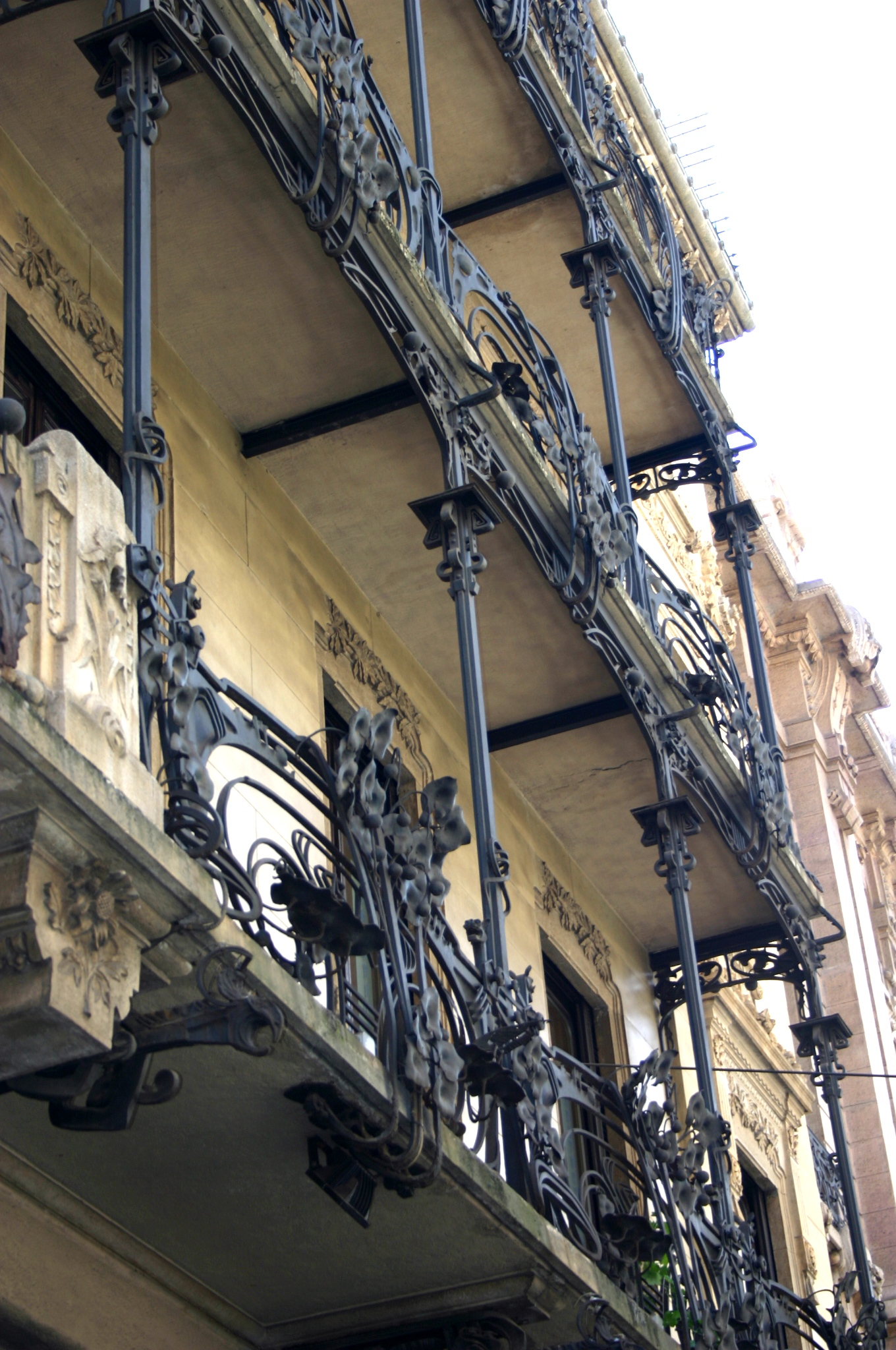
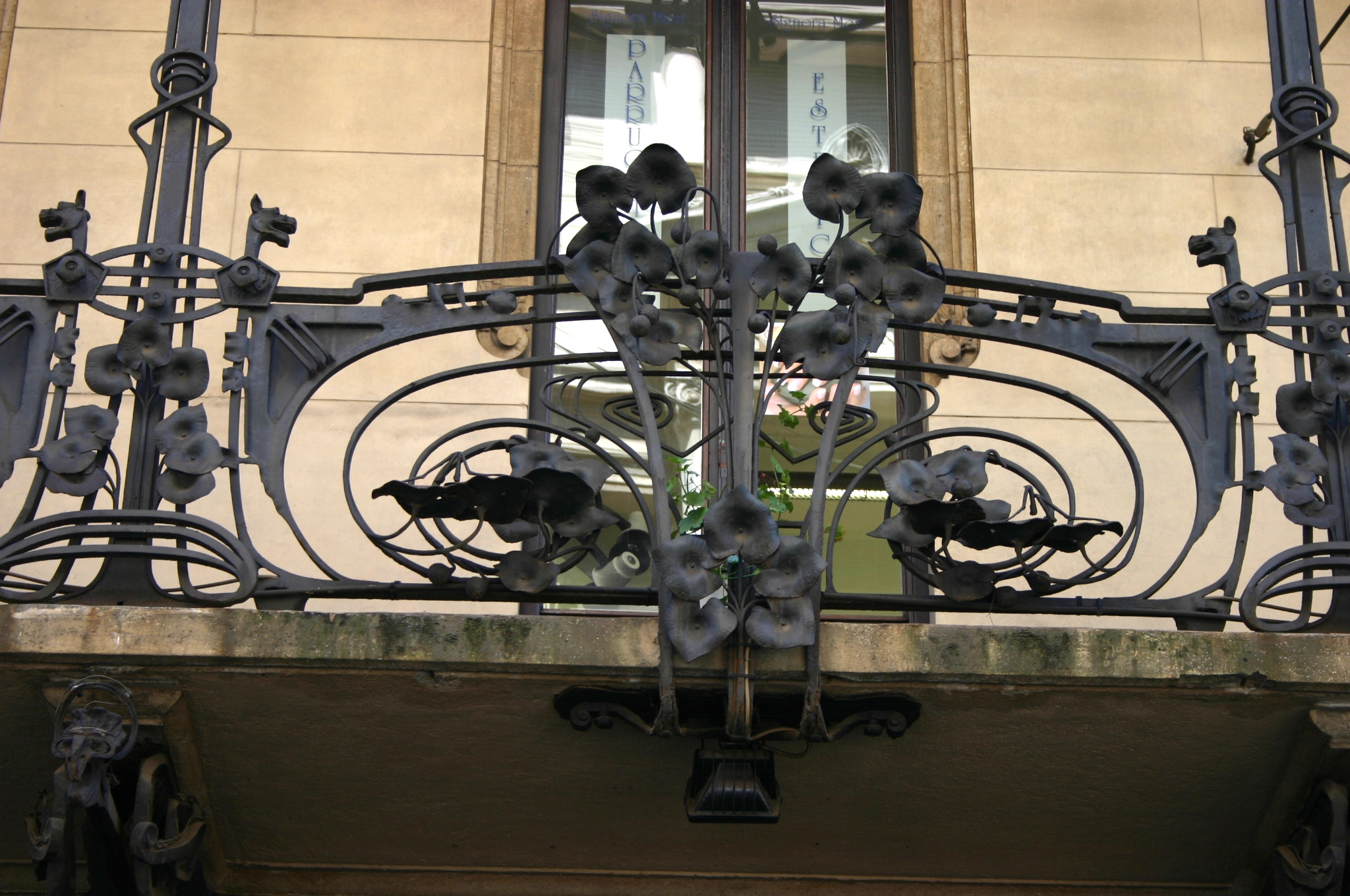